# دنيس هاريسون
دنيس هاريسون (بالإنجليزية: Dennis Harrison) هو لاعب كرة قدم أمريكية أمريكي، ولد في 31 يوليو 1956.

## وصلات خارجية
- دنيس هاريسون على موقع مرجع كرة القدم المحترفة.كوم (الإنجليزية)